# Sangharama
Già lam (tiếng Phạn: सँघाराम Saṃgharāma) đề cập đến một "ngôi đền" hoặc "tu viện". Đó là nơi, bao gồm cả khu vườn hoặc khu rừng của nó, nơi Tăng đoàn, cộng đồng tu viện Phật giáo cư ngụ. Một Già Lam nổi tiếng là của Kukkutarama ở Pataliputra. Già Lam Kukkutura sau đó đã bị phá hủy và tăng ni ở đó bị Pushyamitra Shunga giết hại, theo Ashokavadana nhị kỷ. "Sau đó, vua Pushyamitra đã phái một đội quân đông gấp bốn lần và có ý định tiêu diệt tôn giáo Phật giáo, ông đã đến Kukkutarama. (... Do đó, Pushyamitra đã phá huỷ Già Lam, giết chết các tu sĩ ở đó và bỏ đi." 